# Кузнецов, Григорий Ефимович
Григорий Ефимович Кузнецов (15 октября 1924 — 2009) — участник Великой Отечественной войны, слесарь Ленинградского завода «Электроаппарат» Министерства электротехнической промышленности СССР. Герой Социалистического Труда (8.08.1966). 

## Биография
Родился 15 октября 1924 года в деревне Бычково ныне Крестецкого района Новгородской области в семье крестьянина.
В 1939 году уехал в город Ленинград (с 1991 года – Санкт-Петербург). Окончил 9 классов. Когда началась Великая Отечественная война участвовал в оборонных работах. Поступил на Балтийский завод, работал учеником слесаря.
24.08.1942 призван Свердловским РВК, Ленинградской области, город Ленинград, Свердловский район. Участник Великой Отечественной войны. Сержант Кузнецов оборонял Ленинград, служил в 130-м отдельном пулемётно-артиллерийском батальоне (130 опулаб) 16-го укреплённого района (16 ур). В 1945 году вступил в ВКП(б)/КПСС. Награждён орденом Красной Звезды и медалью «За боевые заслуги».
Демобилизовался из Красной армии в 1947 году. Поступил слесарем на Ленинградский завод «Электроаппарат» (в 1968-1977 годах – научно-производственное, а с 1977 года – производственное объединение «Электроаппарат»). В 1949 году был назначен бригадиром слесарей сборщиков.
Вскоре по собственной просьбе его перевели на слесарно-сборочный участок. Производил наиболее ответственные операции по сборке воздушных выключателей. Свой личный план седьмой пятилетки (1959-1965) он выполнил досрочно, в 1964 году. Собранные им выключатели были установлены на Волгоградской, Братской, Красноярской ГЭС, Конаковской ГРЭС.
Указом Президиума Верховного Совета СССР от 8 августа 1966 года за выдающиеся успехи в выполнении семилетнего плана и достижение высоких показателей в работе Кузнецову Григорию Ефимовичу присвоено звание Героя Социалистического Труда с вручением ордена Ленина и золотой медали «Серп и Молот».
В дальнейшем работал мастером в НПО – ПО «Электроаппарат». За годы работы на предприятии воспитал десятки учеников, ставших первоклассными мастерами своего дела. Выйдя на пенсию, продолжал трудиться. В годы одиннадцатой пятилетки (1981-1985) его работа в основном была связана с выполнением заказов для Саяно-Шушенской ГЭС, Запорожской АЭС и ряда других объектов.
Жил в Санкт-Петербурге,на улице Опочинина д.6. Умер в 2009 году. Похоронен на Смоленском православном кладбище Санкт-Петербурга.

## Награды
- Золотая медаль «Серп и Молот» (08.08.1966)
- Орден Ленина (08.08.1966)
- Орден Отечественной войны II степени (11.03.1985)[3]
- Орден Красной Звезды  (16.07.1944)[4]
- Медаль «За боевые заслуги»  (26.06.1944)[5]
- Медаль «В ознаменование 100-летия со дня рождения Владимира Ильича Ленина» (6 апреля 1970)
- Медаль «За доблестный труд»
- Медаль «За победу над Германией в Великой Отечественной войне 1941—1945 гг.» (9 мая 1945[6])
- Медаль «За оборону Ленинграда»[7]
- Юбилейная медаль «Двадцать лет Победы в Великой Отечественной войне 1941—1945 гг.» (7 мая 1965[8])
- Юбилейная медаль «Тридцать лет Победы в Великой Отечественной войне 1941—1945 гг.»[9]
- Медаль «Сорок лет Победы в Великой Отечественной войне 1941-1945 гг.»[10]
- Медаль Жукова (1994)
- Юбилейная медаль «50 лет Победы в Великой Отечественной войне 1941—1945 гг.»[11]
- Медаль «Ветеран труда»
- Медаль «30 лет Советской Армии и Флота»[12]
- Юбилейная медаль «40 лет Вооружённых Сил СССР»[13]
- Юбилейная медаль «50 лет Вооружённых Сил СССР» (26 декабря 1967[14])
- Юбилейная медаль «60 лет Вооружённых Сил СССР» (28 января 1978[15])
- Юбилейная медаль «70 лет Вооружённых Сил СССР» (28 января 1988[16])

- Знак МО СССР «25 лет Победы в Великой Отечественной войне» (24 апреля 1970)

## Память
- На могиле установлен надгробный памятник.
- Его имя увековечено в Главном Храме Вооружённых сил России, и навсегда запечатлено на мемориале «Дорога памяти»